# Elizabeth Hawley
Pour les articles homonymes, voir Hawley.
Elizabeth Ann Hawley (née le 9 novembre 1923 à Chicago et morte le 26 janvier 2018 à Katmandou) est une journaliste américaine.

## Biographie

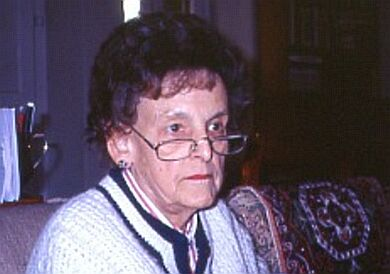
Elizabeth Hawley en 1999.

Elizabeth Hawley étudie à l'université du Michigan. En septembre 1960, elle s'installe à Katmandou au Népal. "Archiviste de l'Everest", elle y tient la chronique de toutes les expéditions himalayennes : The Himalayan Database. Bien que n'ayant aucun statut ou rôle officiel, ses archives constituent la référence incontournable pour la communauté montagnarde, pour les premières ascensions et les répétitions.
Elle a travaillé pour le magazine Fortune, le Time et l'agence Reuters.
En 1998, elle reçoit le prix Albert Mountain Award de la King Albert I Memorial Foundation.
Le 9 mai 2008, après avoir escaladé le Putha Hiunchuli un sommet de 7 242 m, l'alpiniste français François Damilano fait la première ascension en solo d'un sommet vierge de 6 182 m dans le groupe du Dhaulagiri. Il le nomme en l'honneur d'Elizabeth Hawley, Pic Hawley.

## The Himalayan database
Hawley consacre une grande partie de sa vie à travailler sur The Himalayan Database.
Il s'agit de la plus grande et la plus complète base de données sur les ascensions et expéditions dans l’Himalaya.
Les données recensées s’étalent sur plus d’un siècle – de 1905 à 2016 – et couvrent 340 sommets népalais. Elles sont classées par sommet, grimpeur, expédition, nationalité, saison, taux et causes de mortalité et intègrent les expéditions des deux côtés des montagnes frontalières comme l'Everest, le Cho Oyu, le Makalu et le Kangchenjunga. Les tentatives précoces, les premières ascensions et les accidents majeurs sont également inclus.
Depuis 2016, la mise à jour a été reprise par la journaliste allemande Billi Bierling, aidée par une équipe de 4 personnes.